# Шапочка, Иван Тимофеевич
Иван Тимофеевич Шапочка (1909—1994) — участник Великой Отечественной войны, помощник командира взвода противотанковых ружей 7-го гвардейского отдельного истребительного противотанкового дивизиона (7-й гвардейский кавалерийский корпус, 61-я армия, Центральный фронт), гвардии красноармеец. Герой Советского Союза (1944).

## Биография
Родился 28 сентября 1909 года в Ростове-на-Дону в семье рабочего. Украинец.
Образование среднее. Работал слесарем и механиком на заводе.
В Красной Армии в 1932—1934 годах и с ноября 1941 года. В действующей армии — с июня 1942 года.
Помощник командира взвода ПТР гвардии рядовой Иван Шапочка в ночь на 27 сентября 1943 года во главе трёх расчётов ПТР на самодельном плоту переправился через Днепр у деревни Нивки (Брагинский район Гомельской области) и вступил в бой, обеспечивая переправу других подразделений. Заменив раненного в бою командира взвода, удерживал захваченный плацдарм до окончания переправы всей части. Был ранен, но продолжал выполнять боевую задачу.
Указом Президиума Верховного Совета СССР «О присвоении звания Героя Советского Союза генералам, офицерскому, сержантскому и рядовому составу Красной Армии» от 15 января 1944 года за «образцовое выполнение боевых заданий командования на фронте борьбы с немецкими захватчиками и проявленными при этом отвагу и геройство» удостоен звания Героя Советского Союза.
В 1944 году был демобилизован по ранению. Жил в пгт Чернухино Перевальского района Ворошиловградской области (ныне Луганская область Украины). До 1979 года работал в Чернухинском шахтоуправлении.
Умер 22 июня 1994 года, похоронен в Чернухино.

## Память
- Именем Героя была названа пионерская дружина школы № 22 в Чернухино.

## Награды
- Медаль «Золотая Звезда» Героя Советского Союза (награда № 2701)[5]
- Награждён орденами Ленина и Отечественной войны 1-й степени, а также медалями.